# Дарницький район
Да́рницький район — район міста Києва, розташований на лівому березі Дніпра.
Загальна площа району становить 134 км²; вулиць і провулків — 204 одиниці; площа зелених насаджень становить 1 046,11 га; водного басейну — 556,1 га (озер — 47 одиниць; штучних водойм — 12; ставків — 8).
У районі, де станом на 1 січня 2022 року мешкає 347 512 осіб, понад 90 тис. осіб — це діти. Кожному четвертому мешканцю Дарницького району ще не виповнилося 18 років.
Промисловість представлена 110 підприємств різних галузей. Найбільшу питому вагу в обсягах промислового виробництва займає хімічна промисловість — 53,0 %, машинобудування і металообробка — 10,1 %, харчова промисловість — 4,1 %, промисловість будівельних матеріалів — 8,6 %. Промисловими підприємствами за 2021 рік виготовлено продукції на суму 12 479,2 млн гривень.
Дарницький район сьогодні — це 16 відсотків загальної площі Києва. Розташований на мальовничій території Лівобережжя, він став провідним індустріальним, науковим і культурним осередком столиці України з розвиненою соціальною інфраструктурою, транспортом і місцями відпочинку.

## Історія
Історична місцевість, річка. В широкому розумінні Дарницею називають усю лівобережну частину Києва[джерело?]. Річка Дарниця протікає вздовж залізниці Київ — Чернігів і впадає в озеро Нижній Тельбін (поблизу Дніпра). Назва — від давньоруського «дарнь» («в дар», «в дарунок»). За однією з версій, ця земля за часів Київської Русі була комусь подарована.
На території Дарниці знайдено залишки стоянок IV—III тисячоліть до н. е.
Одна з перших згадок про Дарницю датована 1509 роком, коли вона перебувала у володінні Києво-Печерського та Микільського монастирів. У 1765—1769 роках згадується хутір Дарницький з млином на річці Дарниця. Інтенсивне освоєння Дарниці як житлового та господарського району розпочато в процесі будівництва залізниці Київ — Курськ у 2-й половині XIX століття.
У 1860-х роках виникає селище Нова Дарниця, що опинилася у межах Києва з 1927 року. У той самий час було збудоване й Дарницьке депо, на базі якого у 1930-х роках й облаштовано селище ДВРЗ.
Під час Другої світової війни дарницькі селища та промислові підприємства обабіч залізниці були повністю зруйновані. Інтенсивне житлове та промислове будівництво у Дарниці розгорнуто з кінця 1940-х років.
У Дарниці існує озеро Дарницьке, Дарницький бульвар, вулиця Новодарницька. Назву «Дарницький» має ціла низка кілька підприємств, у тому числі шовковий і м'ясокомбінати, «Дарниця» — хімфармоб'єднання, станція метро, залізнична станція (так званий Дарницький вокзал), автостанція, торговельний центр. Назву Дарницьке шосе до 1973 року мала сучасна вулиця Алматинська, вулиця Дарницька (до 1955 року) — вулиця Івана Бойка.
У 1935 році було утворено Дарницький район міста Києва, затверджений у сучасних межах у 2002 році.
До 1917 року на території Дарниці проживало близько 6 тис. осіб, а в 1969 році населення перевищило 500 тис. осіб. Згідно з Постановою Президії Верховної Ради Української РСР 23 травня 1969 року було створено Дніпровський район.
З початку XX століття до 1923 року Дарниця була територією Микільсько-Слобідської волості Остерського повіту Чернігівської губернії. З 1923 року по 1927 рік Дарниця входила до складу Броварського району Київської округи, а з березня 1927 року безпосередньо підлегла Київській міськраді і входила до складу Петровського (Подільського) району.
В Микільській Слободі було знайдено сліди перебування людини в IV—III тис. до н. е. Микільська Слобода з'явилася в кінці XV ст. Назва отримала від Свято-Нікольського монастиря. В 1910 році тут нараховувалося 11 881 особа, жилих будинків — 1313, промислових підприємств — 10, магазинів — 26, ресторанів, чайних, лавок — 20. У 1919 році Слобідка стала окремим київським районом.

## Розташування і структура
Межі Дарницького району були затверджені рішенням Київської міської ради від 27 квітня 2001 року № 280/1257 «Про межі нових адміністративних районів м. Києва та організаційні заходи по проведенню адміністративно-територіальної реформи» та від 29 листопада 2001 року № 126/1560 «Про внесення змін та доповнень до рішення Київради від 27.04.01 р. № 280/1257».
До складу району входять Нова Дарниця, Позняки, Осокорки, Харківський масив, Село Шевченка, Рембаза, Червоний хутір, Бортничі.

## Влада

Дарницька районна державна адміністрація і рада
Державна податкова інспекція у Дарницькому районі
Дарницьке РУГУ МВС України
Дарницький районний суд

## Населення
Чисельність населення району:
- 2001 — 282 359
- 2008 — 302 560
- 2019 — 343 384
- 2022 — 347 512

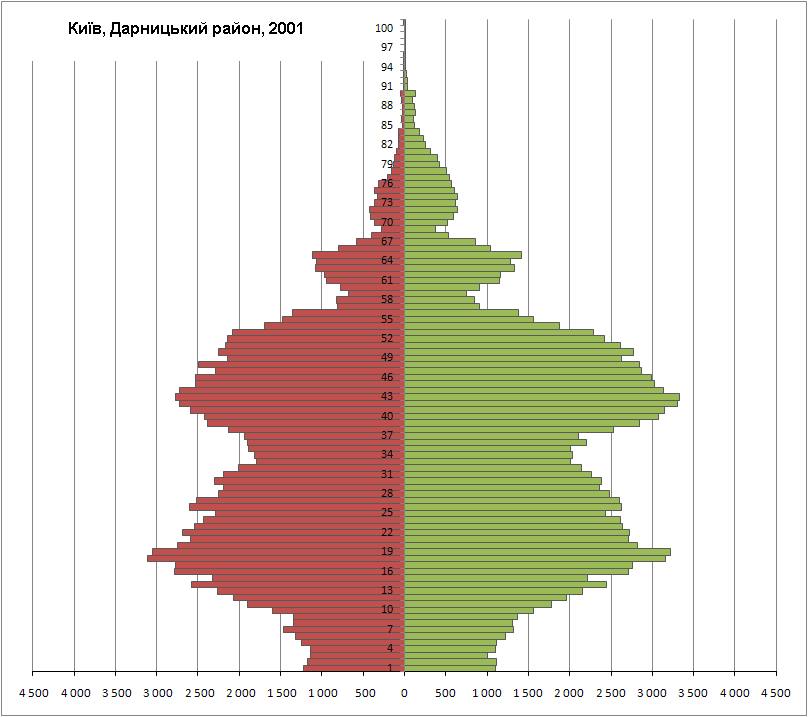
Статево-вікова піраміда населення Дарницького району у 2001 р.

Працездатне населення району налічує 196,2 тис. осіб, або 69,8 % від всього постійного населення, що на 3,8 відсоткових пунктів більше, ніж по Києву. Із загальної кількості населення району зайняте населення становить 44,9 %.
Кількість пенсіонерів — 46,6 тис. осіб, з них: за віком — 43,4 тис. осіб, за інвалідністю — 10,6 тис. осіб, ветеранів німецько-радянської війни та учасників бойових дій — 7,4 тис. осіб, інвалідів Другої Світової — 0,8 тис. осіб.
Кількість чоловіків та жінок, які перебувають в зареєстрованому шлюбі становить 132,7 тис. осіб. У незареєстрованому шлюбі перебувають 6,9 тис. осіб. За 2002 рік у районі народилися 2460 осіб, померло — 2127 осіб, приріст — 333 особи. На 1 січня 2003 року постійне населення району становило 287,6 тис. осіб, приріст 6 тис. осіб.
Кількість наявного населення Дарницького району, за даними Всеукраїнського перепису населення 2001 року, становить 282,4 тис. осіб, або 10,8 % населення міста Києва. Щільність населення в районі 2113 осіб/км², в той час по місту — 3111 осіб/км². Кількість чоловіків у районі становила 133,5 тис. осіб, або 47,3 %, кількість жінок — 148,9 тис. осіб, або 52,7 %.
Загальна кількість постійного населення становить 343,384 тис. осіб.
На території району проживають представники більш як 100 національностей і народностей. У складі населення переважна більшість українців (85,4 %). Питома вага росіян (11,4 %), білорусів (0,7 %), євреїв, поляків, вірменів, азербайджанців, татар та грузинів в загальній кількості постійного населення від 0,1 %-0,2 %.

### Мовний склад
Рідна мова населення за даними перепису 2001 року:
| Мова       | Чисельність, осіб | Доля     |
| ---------- | ----------------- | -------- |
| Українська | 218 956           | 77,91 %  |
| Російська  | 57 699            | 20,53 %  |
| Інше       | 4 369             | 1,56 %   |
| Разом      | 281 024           | 100,00 % |

## Господарство

### Промисловість
У Дарницькому районі міста Києва працюють 110 промислових підприємств. В тому числі по галузям: — 17 підприємств з металургійного виробництво продуктів, виробництво готових металевих виробів; 22 підприємства машинобудування та металообробки; 9 підприємств хімічної промисловості; 6 харчової, 11 підприємств легкої промисловості та підприємства інших галузей промисловості. 

### Транспорт та зв'язок
У Дарницькому районі міста Києва функціонують 3 підприємства автомобільного транспорту; 1 підприємство залізничного транспорту; 3 трамвайних маршрути та 13 автобусних; Таксомоторних маршрутів 32 одиниці;
На території Дарницького району міста Києва знаходяться 7 станцій Київського метрополітену (Славутич, Осокорки, Позняки, Харківська, Вирлиця, Бориспільська, Червоний хутір). Залізнична станція «Дарниця», 31-н гаражно-будівельний кооператив, 28 стоянок автомобілів. Ємність телефонних станцій становить 98 тисяч телефонних номерів. На території району знаходяться 12 поштових відділень Укрпошта.

### Торгівля
У Дарницькому районі міста Києва функціонує широка мережа підприємств соціально-побутового призначення, яка включає:
-        736 закладів непродовольчої мережі;
-        625 підприємства побуту;
-        464 заклад продовольчої мережі;
-        375 заклади ресторанного господарства;
-        26 ОРТ із продажу хліба та хлібобулочних виробів соціальних сортів;
-        7 підприємств ринкової мережі.
Щосуботній торгівельний ярмарок на вулиці Ревуцького найбільший у Києві!
В районі працюють 19 Автозаправних станцій та чотири Станції технічного обслуговування.

### Підприємництво
У Дарницькому районі міста Києва зареєстровано  73 564 платників податків, із них: фізичних осіб – 41 670; юридичних осіб – 31 894.
Житловий фонд
Сьогодні можна стверджувати, що Дарницький район  у 21 столітті  - це столиця українських хмарочосів. Найбільше їх зосереджено в мікрорайонах Позняки та Осокорки. Там знаходяться такі відомі житлові будівлі як ЖК «Корона» які мають по 38 поверхів і 128 метрів у висоту. Це найвищі споруди на лівому березі столиці та всієї східної частини України.
Станом на 01.01.2025 житловий фонд Дарницького району налічує 1 079 житлових будинків.
Виходячи зі структури житлового фонду, можна зробити висновок про збільшення конкуренції на ринку житлово-комунальних послуг (з'являються нові житлово-експлуатаційні підприємства, зростає кількість ОСББ), що в свою чергу має покращити рівень обслуговування власників житла.
Структура житлового фонду станом на 01.01.2019 виглядає наступним чином:
- 546 житлових будинків комунальної форми власності;
- 201 об'єднання співвласників багатоквартирних житлових будинків;
- 151 житловий будинок, побудований за кошти інвесторів;
- 57 житлово-будівельних кооперативів;
- 39 відомчих гуртожитків;
- 38 відомчих житлових будинків.

## Медицина і охорона здоров'я
Лікувально-профілактичні заклади Дарницького району розраховані на 5000 відвідувань у зміну, та надають медичну допомогу понад 343 тис.осіб. Пріоритетним напрямком в розвитку охорони здоров'я в районі є подальша оптимізація стаціонарно замінюючих видів медичної допомоги (організація денних стаціонарів та стаціонарів на дому) для надання кваліфікованої медичної допомоги хворим, що не потребують цілодобового нагляду. Реалізуючи міську Міжгалузеву комплексну програму «Здоров'я киян», створено районний Антигіпертензивний центр з ліжками денного стаціонару, який суттєво поліпшує надання медичної допомоги пацієнтам із серцево-судинними захворюваннями та дозволяє попередити виникнення різних ускладнень, інфаркту та інсульту. У районі діють 5 пунктів невідкладної допомоги, в тому числі 2 профільованих для дітей.

### Мережа медичних закладів охорони здоров'я району
-        11 амбулаторій загальної практики сімейної медицини;
-        4 центри первинної медико-санітарної допомоги;
-        3 консультативно-діагностичні центри (2 — для дорослих, 1 — для дітей);
-        3 лікарні (Київська міська клінічна лікарня № 1, Вузлова лікарня № 1 станції «Дарниця», Київська міська туберкульозна лікарня № 1 з диспансерним відділенням);
-        1 стоматологічна поліклініка;
-        1 Київський медичний консультативний дитячий центр;
-        1 спеціалізована медико-санітарна частина № 10;
-        1 комунальне некомерційне підприємство Київський медичний центр «Академія здоров'я людини».

## Освіта
У Дарницькому районі функціонує 117 закладів освіти усіх типів власності, загальною чисельністю педагогічних працівників — 5 189 осіб. З них:
- 46 закладів загальної середньої освіти, в яких навчаються 43 357 учнів;
- 62 заклади дошкільної освіти, 3 школи-дитячі садки та навчально-виховні комплекси усіх типів і форм власності, в яких здобувають дошкільну освіту     16 995 дітей;
- 6 позашкільних навчальних закладів, в яких займається 9 240 вихованців.
Протягом 2018 року мережа закладів освіти збільшилась за рахунок відкриття семи закладів: трьох комунальних закладів — дошкільної освіти № 315, початкових шкіл  № 332 і 334, трьох приватних закладів освіти та закладу позашкільної освіти — Центру позашкільної освіти Дарницького району.
| Школи:                          | од. | 37 |
| - середні загальноосвітні школи | од. | 9  |
| - спеціалізовані школи          | од. | 12 |
| - ліцеї                         | од. | 3  |
| - гімназії                      | од. | 11 |
| - початкові школи               | од. | 4  |
| - спеціальні школи              | од. | 2  |
| - школа - дитячий садочок       | од. | 1  |
| Приватні заклади освіти         | од. | 10 |
| Позашкільні навчальні заклади   | од. | 6  |
| Дошкільні дитячі заклади        | од. | 59 |

Для професійної підготовки в районі працюють три СПТУ та три технікуми. П'ять вищих навчальних закладів.
Станом на грудень 2018 року функціонують 6 закладів позашкільної освіти: 5 комплексних закладів та ДЮСШ «Дарниця».
З лютого 2018 року розпочав роботу заклад позашкільної освіти — Центр позашкільної освіти Дарницького району, розміщений у вільних приміщеннях спеціальної школи № 10 за адресою: вул. Вакуленчука, 1.
У 2018—2019 навчальному році в 660 групах закладів позашкільної освіти здобувають освіту 9290 дітей, що на 5 % більше, ніж у 2017—2018 навчальному році. В 41 закладі загальної середньої освіти позашкільною освітою в шкільних гуртках та спортивних секціях охоплено 29902 учня.
Найсучасніша школа України знаходиться в Дарницькому районі!
Заклад загальної середньої освіти — новобудова на проспекті Миколи Бажана, 34-а — це ліцей «Інтелект» на 1080 місць та початкова школа на 360 місць.
Це перша енергоефективна і «розумна» школа в Україні. Школа побудована та оснащена відповідно до принципів Нового освітнього простору — мотивуючий простір та креативність, технологічність, енергоефективність та інклюзивність. Тут, окрім навчальних класів, є спеціалізовані лабораторії, комп'ютерні класи, лінгафонні кабінети, класи образотворчого та музичного мистецтва, спортивні зали, актова зала зі звуковим та світловим обладнанням, бібліотека, медичний блок із процедурним та терапевтичним кабінетами, а також кабінет психолога і соціального педагога.
У будівництві застосовані сучасні технології, які дозволять проводити освітній процес у максимально комфортних умовах.
Найбільша за кількістю учнів школа в Україні також в Дарницькому районі!
Спеціалізована середня школа з поглибленим вивченням іноземних мов № 329 «Логос» розрахована на 1080 учнів. У зв'язку з інтенсивним будівництвом у мікрорайоні станом на 20.05.2018 у школі в 62-х класах навчалися 2284 учні, що значно перевищує проектну потужність. Це найбільша за кількістю учнів школа в Україні. Станом на 15 червня 2018 року до дев'яти 1-х класів зараховано 325 дітей.

### Див.також
- Освітні заклади Дарницького району міста Києва

## Культура
На території Дарницького району працює 19 установ культури з загальною чисельністю працюючих 445 осіб.
Це: 13 бібліотек, об'єднаних у Централізовану бібліотечну систему, з яких 3 — для дітей; 4 початкові спеціалізовані навчальні заклади — дитяча школа мистецтв № 4, дитяча школа мистецтв № 9, дитяча музична школа № 21, дитяча художня школа № 11; 2 заклади клубного формування — Палац культури «Дарниця» та Культурно-мистецький центр. На території району також розташовані: регіональний ландшафтний парк (далі — РЛП) «Партизанська слава», Палац культури «Дніпро», кінотеатри «Промінь», та комерційні кінотеатри і «WiZoria».
Найбільший дитячий колектив міста Києва, що працює в музичному жанрі — це народний художній колектив естрадно-духова студія «Сувенір». За багато років сформовано дієву структуру студії: естрадно-духовий оркестр «Сувенір», гурт традиційного джазу «Диксиленд», ансамбль сопілкарів, гурт вокалістів оркестру. Понад 200 учнів від 6 до 18 років опановують музичні інструменти у найрізноманітніших гуртках.

### Бібліотеки
- Центральна районна бібліотека імені Василя Стуса — вул. Здолбунівська, 3-a
- Бібліотека № 117 для дітей — вул. Олександра Кошиця, 9-а
- Бібліотека № 133 — вул. Степана Олійника, 10
- Бібліотека № 143 — Бортничі, вул. Євгенія Харченка, 47
- Бібліотека імені Миколи Руденка — вул. Ревуцького, 6
- Бібліотека № 157 для дітей — вул. Архітектора Вербицького, 9-і
- Бібліотека № 159 — вул. Заслонова, 18
- Бібліотека імені Юрія Смолича — вул. Здолбунівська, 3-а
- Бібліотека імені Грицька Бойка для дітей — вул. Вереснева, 9
- Бібліотека сімейного читання ім. Руданського — вул. Привокзальна, 12
- Бібліотека імені Антона Чехова — вул. Поліська, 6
- Бібліотека імені Квітки-Основ'яненка — вул. Севастопольська, 16/27

### Фітнес-парк "Озеро Лебедине"
Фітнес-парк «Озеро Лебедине» — парк в Дарницький район, в місцевості Позняки. Розташований між стаціями метро Позняки та Харківська, на північному березі озера Лебедине.
Фітнес-парк створений на місці пустиря на березі озера Лебедине. Початок створення в межах 2016-2017 років, коли почали подавати проекти до громадського бюджету Києва щодо фінансування робіт. 2 рази громада позитивно проголосувала за них. Перший був лише початок - створили дерев'яну кладку на березі озера та прибрали територію. Другий проект, вже в наступному році був значно масштабнішим, що став основою для сучасного вигляду фітнес-парку.
Свою назву фітнес-парк отримав від озера, на березі якого знаходиться.
На території фітнес-парку зробили асфальтні доріжки, газон, встановили лавочки, декоративну огорожу, висадили квіти та кущі. А також обладнали дитячий та спортивні майданчики (для міні-футболу, волейболу, баскетболу). Стан створення нового парку в поінспектував міський голова Віталій Клічко в травні 2021 року. У парку є унікальна скейт-зона.

## Релігія
Станом на 01 січня 2019 року на території району знаходяться понад 70 культових споруд різноманітних релігійних організацій.

## Засоби масової інформації
Телеканал Марс-ТВ

## Керівники Дарницького району міста Києва (з 1935 року)
1. Ільховський Л. В.
2. Столбун Л. І.
3. Яковлєв
4. Шамрило Тимофій Власович
5. Галант О. І.
6. Толок
7. Давидов Олексій Йосипович
8. Єфімов Борис Миколайович (1943—1944)
9. Мойсеєв Георгій Михайлович (1944—1948)
10. Ворожцов Порфирій Фролович (1948—1949)
11. Марченко Георгій Іларіонович (1949—1950)
12. Чернецький П. Г.
13. Зарукін В. К.
14. Лободін Петро Семенович (195.7—1963)
15. Плюйко Андрій Полікарпович (196.5—1972)
16. Масик Костянтин Іванович (1972—1974)
17. Данков Веніамін Володимирович (1974—1988)
18. Кір'ян Валерій Андрійович (1988—1990)
19. Солдаткін Валентин Євгенович (1990—1991)
20. Налесніковський О. Г.
21. Григор'єв Г. В.
22. Шелунцов В. І.
23. Горський Г. М.
24. Зуєв Д. П.
25. Шаталов П. С.
26. Козаченко М. П.
27. Данькевич Іван Петрович
28. Шустик Володимир Федорович
29. Литвинко Олексій Матвійович
30. Чебунін Олексій Іванович
31. Газнюк Ігор Іванович
32. Кір'ян Валерій Андрійович
33. Кирилюк Микола Петрович
34. Сташук Віталій Филимонович
35. Вітковський Сергій Іванович
36. Сінцов Геннадій Львович
37. Левада Сергій Якович

## Райони-побратими
- Панков, місто Берлін, Німеччина (2016)[6]
- Фрідріксгайн-Кройцберг, місто Берлін, Німеччина (2022)[7]